# Банановий хліб
Банановий хліб є одним з видів хліба, що виробляється з пюре з бананів. Дуже часто це вологий, солодкий пиріг, що схожий на швидкий хліб; однак, Є деякі рецепти бананового хліба, традиційним стилем яких є дріжджі.

## Історія
Банановий хліб вперше став стандартним рецептом американських кулінарних книг з популяризацією випічки із соди в 1930-х роках, рецепт з'являється в 1933 році в Пілсберській кулінарній книжці Balanced Recipes, а потім отримав більше визнання з виходом книги для рецептів Chiquita Banana's в 1950. Походження першого рецепту бананового хліба невідоме, хоча деякі припускають, що він був вигаданий у 18 столітті домогосподарками. Будинки випічки відроджені в 1960-х і простота рецепту привели до вибуху популярності бананового хліба.

## Варіанти
- Бананово-горіховий хліб — в рецепт додають подрібнені горіхи, часто волоські.
- Бананово-шоколадний хліб — в рецепт додають шоколад.

## Рецепт
Інгредієнти:
- 2 великих банани, або 4 малих
- 1 склянка цукру
- 100 г. домашнього сиру
- 2 яйця
- 2 склянки борошна
- 1 чайна ложка соди
- 1 чайна ложка порошку до печива
- 1 склянка подрібнених горіхів (не обов'язково)

Приготування:
- Змішати цукор і сир, потім яйця.
- Окремо пом'яти банани.
- Змішати їх з усім, потім змішати з борошном.
- Розігріти духовку до 180°С
- Пекти 50 хв.